# Rio Căluieţ
O Rio Căluieţ é um rio da Romênia, afluente do Călui, localizado no distrito de Olt.